# Fairtradové město

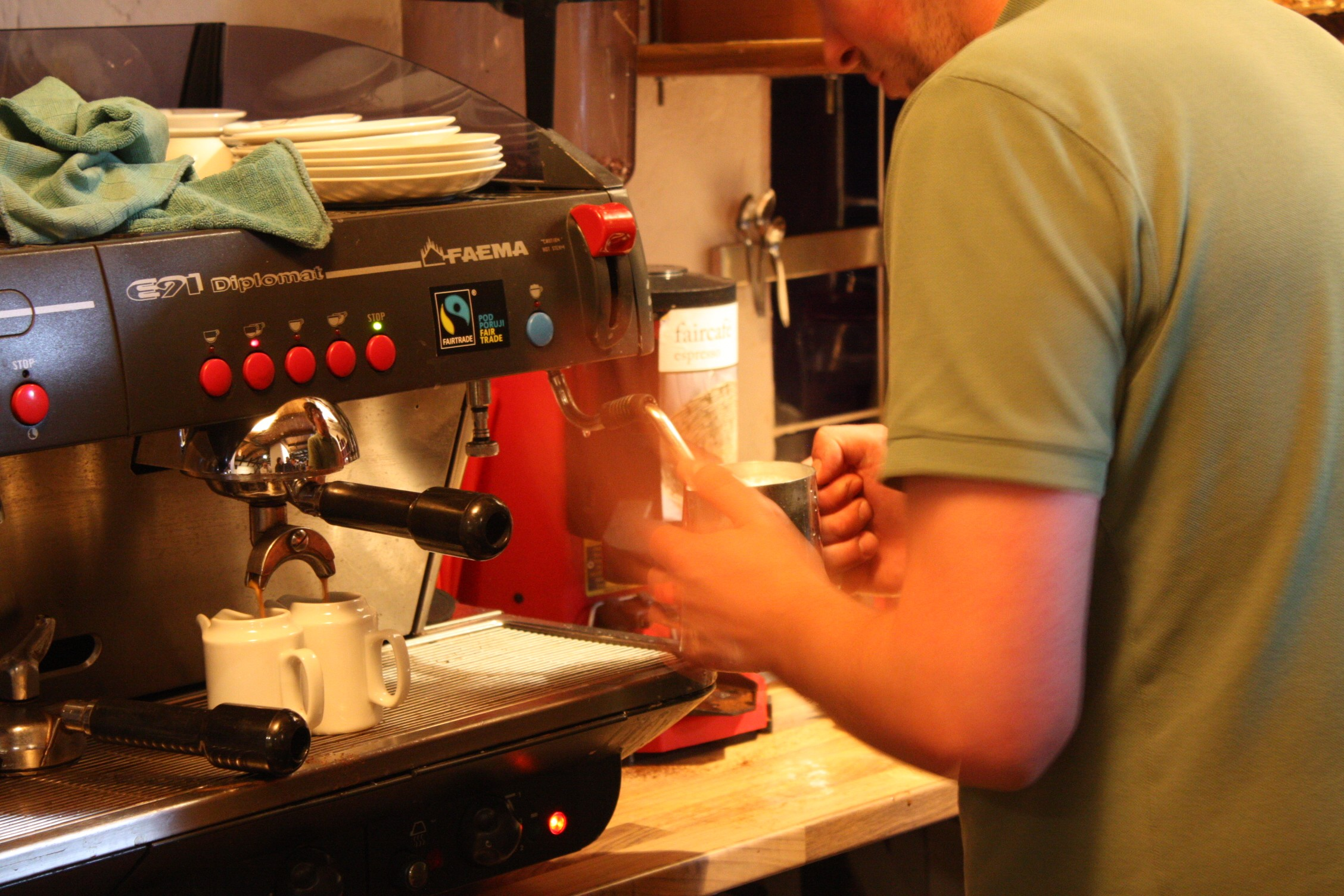
Dostupná fairtradová káva je jednou z podmínek udělení certifikátu Fairtradové město

Fairtradová města je mezinárodní kampaň označování míst, kde je podporován fair trade. Cílem kampaně je podpora prodeje fairtradových produktů v daném městě. Pro města status představuje zajímavý marketingový nástroj, díky kterému svým občanům a partnerům ukazují svou společenskou odpovědnost. Status je udělován nejen městům a malým obcím, ale univerzitám, školám nebo církvím.

## Historie
Kampaň fairtradových měst vznikla v Británii za iniciativy Bruce Crowthera v roce 2001. Dle informací z mezinárodních stránek o Fairtrade Towns obdrželo během prvních 5 let status Fairtrade Town přes 200 britských měst. Ke konci roku 2009 se tímto prestižním statusem pyšní přes 750 měst po celém světě. Koncept Fairtrade towns je aktivní v 18 zemích světa, populární je především v západní Evropě (v Británii, Belgii, Švédsku, Německu, Holandsku), mezi fairtradová města patří např. Londýn, Dortmund, Řím, Vancouver, Wellington, San Francisco, ale i malá městečka a vesničky na venkově. Počet měst s tímto statusem se rychle rozrůstá. V červnu roku 2011 bylo vyhlášeno 1000. Fairtradové město. V červenci 2015 již počet Fairtradových měst ve světě překonal 1500.

## Fairtradová města v České republice

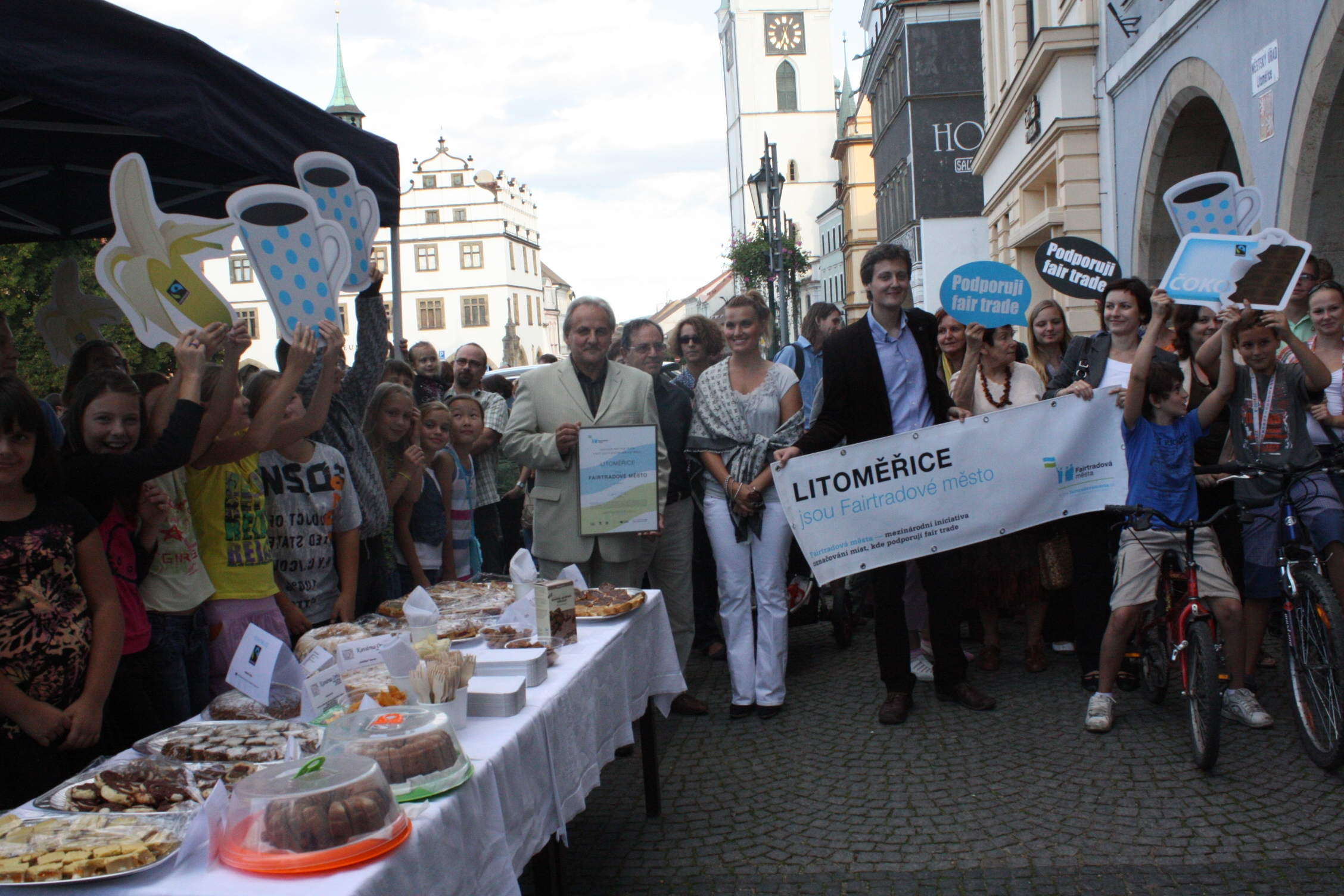
Předávání titulu Fairtradové město Litoměřicím dne 14. 9. 2011

V České republice byla kampaň zahájena v lednu 2011 a koordinují ji společně Fairtrade Česko a Slovensko, NaZemi a Ekumenická akademie Praha. Města a jiné veřejné instituce mohou při splnění pěti kritérií získat status, kterým dávají svým občanům a partnerům najevo, že svůj úřad vedou společensky odpovědně, podporují fair trade a odpovědnou spotřebu, zajímají se o globální souvislosti a chtějí se aktivně podílet na rozvojové spolupráci. V ČR byly uděleny tituly Fairtradové město prvním dvěma městům dne 14. září 2011 - jedná se o města Litoměřice a Vsetín. V listopadu 2016 bylo v České republice již 10 Fairtradových měst a městských částí, k prvním dvěma přibyla města Volyně, Český Krumlov, Hodonín, Mladá Boleslav a Třebíč, Chrudim, Kroměříž a Praha 8.

### Kritéria udělení statusu
Města musí pro získání statusu splnit 5 kritérií:
- vytvoření řídící skupiny za účelem podpory fair trade ve městě
- město oficiálně podporuje fair trade (podpora fair trade je součástí strategických dokumentů)
- v místních obchodech a kavárnách jsou dostupné fairtradové produkty
- místní organizace podporují fair trade (školy, nevládní organizace, církve, knihovny apod.)
- místní média informují o fair trade

### Přínos pro města
- posílení dobrého jména u občanů i partnerů (obraz společensky odpovědného, následováníhodného trendy města)
- český příklad (možnost získat mezi prvními prestižní status a být svým etickým nákupním chováním vzorem pro další instituce a jednotlivé spotřebitele v ČR)
- zisk mediální pozornosti
- odpovědné zacházení s veřejnými prostředky,
- positivní využití kupní síly veřejných institucí (přidaná sociální hodnota je zárukou vysokého zhodnocení vynaložených prostředků),
- stimulace trhu poptávkou po sociálně odpovědných produktech (větší dostupnost, nižší cena),
- podpora rodin drobných producentů v rozvojových zemích, systémové řešení nucené dětské práce, ničení životního prostředí a chudoby.